# Нижегородов Денис Геннадійович
Денис Генадійович Нижегородов  (рос. Денис Геннадьевич Нижегородов, 26 липня 1980) — російський легкоатлет, олімпійський медаліст.

## Виступи на Олімпіадах
| Олімпіада  | Дисципліна      | Місце |
| ---------- | --------------- | ----- |
| Афіни 2004 | ходьба на 50 км | 2     |
| Пекін 2008 | ходьба на 50 км | 3     |